# Malachi Barton
Malachi Daniel Barton (né le 10 mars 2007) est un chanteur et acteur américain. Il est surtout connu pour ses rôles dans les productions de Disney Channel. Il s'est fait connaître pour la première fois en incarnant Beast Diaz dans Harley, le cadet de mes soucis  (2016-2018) et a aussi jouait le rôle de Colby Madden dans Les super-vilains de Valley View,.

## Enfance
Malachie est né le 10 mars 2007 à Virginia Beach, en Virginie, aux États-Unis. Il est le seul enfant de Felicia Barton, auteure-compositrice-interprète et ancienne candidate d'American Idol, et de Loren Barton, guitariste et directeur de tournée. Il a  grandi dans un foyer centré sur la musique et la créativité, Malachi a été exposé à l'industrie du divertissement dès son plus jeune âge. Il a montré très tôt un intérêt pour le spectacle et, à l'âge de quatre ans, il a commencé à apparaître dans des publicités  pour de grandes marques telles que McDonald's, Kmart et Lay's. Il a été encouragé par ses parents, alors qu'il commençait à auditionner pour des rôles à la télévision, décrochant finalement ses premiers rôles d'acteur en 2014. Lui et sa famille déménagea ensuite à Los Angeles pour soutenir sa carrière en pleine croissance, lui permettant de poursuivre une carrière d'acteur professionnel tout en poursuivant ses études,.

## Carrière

### 2014–2015: Début de sa carrière
Malachi a commencé sa carrière d'acteur à un très jeune âge en 2014 (à 7 ans) alors qu'il faisait ses premiers débuts à la télévision avec un petit rôle de Tiny Kid dans la série comique Workaholics. Il fut la même année une apparition  dans Papa fait son show dans le rôle de Bobby. En 2015, il a continué avec d'autres sitcoms familiales comme L'Apprentie maman dans le rôle de Trevor et dans  Henry Danger dans le rôle d'Eric,. Ces rôles lui ont permis d’acquérir de l’expérience et de la visibilité dans le monde du cinéma.

### 2016–2020: Disney et doublage
La grande percée de Malachi est survenue en 2016 lorsqu'il a été choisi pour incarner Beast Diaz dans la série de Disney Channel Harley, le cadet de mes soucis, une émission centrée sur une grande famille latino. Il a joué le plus jeune frère et son rôle a fait de lui un visage familier sur Disney Channel. L'émission a duré trois saisons jusqu'en 2018, avec lui apparaissant dans tous les épisodes,. Durant cette période, il est également apparu dans des publicités Disney,,. Devenu un enfant star de Disney, souvent impliqué dans les promotions de marque et les événements du réseau,.
Après Harley, le cadet de mes soucis, Malachi s'est tourné vers le doublage et des apparitions occasionnelles en tant qu'invité. Il a prêté sa voix à Lionel dans la série animée Fancy Nancy (2018-2022),. Il a également prêté sa voix à Leo dans Elena d'Avalor (2020),. Il est apparu dans des émissions comme Camp Kikiwaka et Une famille imprévisible, poursuivant ainsi sa présence sur Disney Channel,,. En 2019, il a connu une grande percée au cinéma en incarnant le jeune Diego dans le film d'action en direct Dora et la Cité d'or perdue,. Il a joué des rôles principaux dans les films originaux de Disney Channel. En 2021, il a joué le rôle de Marshall dans Under Wraps, un remake sur le thème d'Halloween du film de 1997,. En 2022, il reprend son rôle dans la suite Under Wraps 2. Il a également commencé à jouer dans une nouvelle série de Disney Channel en 2022 jusqu'à présent, puisqu'il a joué le rôle de Colby Madden / Flashform dans Les super-vilains de Valley View, une série comique de super-héros,.

### 2023– aujourd'hui:Zombies 4: L'Aube des Vampires
En 2023, il a été confirmé que Barton avait rejoint le casting du film original de Disney Channel Zombies 4 : L'Aube des Vampires, le quatrième volet de la série. Il a joué Victor, un personnage de vampire, marquant ses débuts dans le genre musical fantastique/adolescent,.
Nous avons pu découvrir le chaleureux personnage de victor dès la sortie du film en 2025.

## Filmographie

### Film
| Année | Film                            | Rôle           | Remarques     |
| ----- | ------------------------------- | -------------- | ------------- |
| 2019  | Dora et la cité d'or perdue     | Le jeune Diego |               |
| 2021  | Sous enveloppes                 | Marshall       | Film télévisé |
| 2022  | Sous enveloppes 2               | Marshall       | Film télévisé |
| 2025  | Zombies 4 : L'Aube des Vampires | Victor         |               |

### Télévision
| Année     | Film                             | Rôle                     | Remarques                                     |
| --------- | -------------------------------- | ------------------------ | --------------------------------------------- |
| 2014      | Workaholics                      | Petit enfant             | Épisode : « Nous faisons le clown »           |
| 2014      | Papa fait son show               | Policier                 | 2 épisodes                                    |
| 2015      | Henri Danger                     | Éric                     | Épisode : « Brad invisible »                  |
| 2015      | L'Apprentie maman                | Trévor                   | Épisode : « Deux gars et une Gabby »          |
| 2016–2018 | Harley, le cadet de mes soucis   | Bête Diaz                | Rôle principal                                |
| 2018–2022 | Fancy Nancy Clancy               | Lionel (voix)            | Rôle principal                                |
| 2019      | Super Powers Beat Down           | Le jeune Bruce Wayne     | Épisode : « Flashpoint Batman vs Killmonger » |
| 2019      | Camp Kikiwaka                    | Jasper Flores            | Épisode : « Loup solitaire »                  |
| 2020      | Une famille imprévisible         | Tyber                    | Épisode : « Owen et Blair le matin »          |
| 2020      | Elena d'Avalor                   | Léo (voix)               | Épisode : « Le jour de congé d'Elena »        |
| 2022–2023 | Les super-vilains de Valley View | Colby Madden / Flashform | Rôle principal                                |
| 2025      | Zombies 4 : L'Aube des Vampires  | Victor                   | Rôle principal d'un vampire                   |

## Prix et nominations
| Année | Association           | Catégorie                                 | Œuvres nominées                | Résultat | Réf.   |
| ----- | --------------------- | ----------------------------------------- | ------------------------------ | -------- | ------ |
| 2017  | Prix du jeune artiste | Meilleur jeune acteur dans un second rôle | Harley, le cadet de mes soucis |          | [ 39 ] |
| 2018  | Prix du jeune artiste | Meilleur jeune acteur dans un second rôle | Harley, le cadet de mes soucis | Lauréat  | [ 40 ] |